# アルブレヒト2世 (ブラウンシュヴァイク＝リューネブルク公)
アルブレヒト2世（Albrecht II., 1268年ごろ - 1318年9月22日）は、ブラウンシュヴァイク＝リューネブルク公（在位：1279年 - 1318年）。ゲッティンゲン侯（1286年 - 1318年）およびヴォルフェンビュッテル侯（1292年 - 1318年）。

## 生涯
アルブレヒト2世はブラウンシュヴァイク＝リューネブルク公アルブレヒト1世とアデライデ・フォン・モンフェラートの次男である。父アルブレヒト1世が1279年に死去した後、母と叔父フェルデン司教コンラートがアルブレヒト、その兄ハインリヒ1世および弟ヴィルヘルム1世の後見人をつとめた。まもなく、兄ハインリヒ1世が親政を開始したが、1286年に兄弟で領地を分割し、アルブレヒトはゲッティンゲン侯領を領した。
アルブレヒトの領土には、公領の北部地域と、ゲッティンゲン、ミュンデン、グローナ宮中伯領、ノルトハイム、ダイスター山とライネ川の間の地域、ハノーファーとカレンベルクを含むオーバーヴァルト地域が含まれていた。また、1303年にはニーノーファーを獲得した。アルブレヒトはゲッティンゲンのボルルズ城（バレルフス城）を居城とした。
1292年に弟ヴォルフェンビュッテル侯ヴィルヘルム1世が死去した後、兄ハインリヒ1世との間で弟の遺領をめぐり対立が起こった。7年間の対立の後、ブラウンシュヴァイクの支援を得てアルブレヒトが勝利し、兄ハインリヒ1世はグルーベンハーゲン侯領のみの支配にとどまった。
アルブレヒト2世は1318年に死去し、ブラウンシュヴァイク大聖堂に埋葬された。

## 子女
1284年にメクレンブルク＝ヴェルレ領主ハインリヒ1世の娘でビルイェル・ヤールの孫にあたるリクサ・フォン・ヴェルレ（1270年頃 - 1317年11月26日）と結婚し、以下の子女をもうけた。
- アーデルハイト（1290年 - 1311年） - 下ヘッセン方伯ヨハンと結婚
- オットー（1292年 - 1344年） - ゲッティンゲン侯およびヴォルフェンビュッテル侯
- メヒティルト（マティルデ、1293年 - 1356年6月1日） - ホーンシュタイン＝ゾンダースハウゼン伯ハインリヒ5世（1290年 - 1356年）と結婚
- アルブレヒト2世（1294年 - 1358年） - ハルバーシュタット司教
- ヴィルヘルム（1295年 - 1318年） - ドイツ騎士団の騎士
- ハインリヒ3世（1297年 - 1363年） - ヒルデスハイム司教
- リヒェンツァ（1298年 - 1317年4月26日） - ヴィーンハウゼン修道院の修道女
- ヨハン（1300年 - 1321年） - ドイツ騎士団の騎士
- ブルノ（1303年 - 1306年10月31日）
- マグヌス1世（1304年 - 1369年） - ヴォルフェンビュッテル侯
- エルンスト1世（1305年 - 1367年） - ゲッティンゲン侯
- リューダー（1307年 - 1319年5月17日）
- ユーディト（ユッタ、1309年 - 1332年）